# Сен-Мишель (Монако)
Сен-Мише́ль (фр. Saint Michel) — один из современных районов Княжества Монако. Образовался в результате деления городского района Монте-Карло. Площадь — 142 298 м². Население 3519 чел. (по данным на 2008 г.).